# Luciana (Spagna)
Luciana è un comune spagnolo di 398 abitanti situato nella comunità autonoma di Castiglia-La Mancia.